# سافيتار
(سافيتار savitar) هو يعتبر إله السرعة في عالم دي سي وهو اعنف إعداء البرق.

## قصته في الكومكس
في القصص الموصورة (الكومكس)هو أنه كان طيار لإحدى دول العالم الثالث في الحرب الباردة عندما كان يقود الطائرة تعرض للصاعقة من البرق وبدلا من أن يتخد مسيرته كبطل لا بل اعتقد ان قوته الجديدة جعلت منه إله واصبح اسمه (سافيتار)ومعنى اسمه (إله الحركة والسرعة) والكلمة ذات اصل هندي وبعد ذلك خلق له طائفة تعبده ودرس كل شيء عن (The Speed force)حيث أصبح سيدها وهو يعتبر أحد أسرع الكائنات في كون (دي سي) باكلمه

## قصته في المسلسل
مستقبل فلاش أو مايعرف بي (فلاش المستقبلي) وكان ظهوره الأول في المسلسلات هو في مسلسل فلاش في الموسم الثالث وكان دائما يلمح إلى أنه فلاش المستقبلي لكن لم ينتبه أحد لذلك ومن مميزاته هي أنه في غاية السرعة لدرجة انه لايمكن لاحد رؤيته إلا فلاش استطاع رؤيته أيضا لديه درع أقوى من المعدن ويستطيع أن يخرج من يده سيف كبير ومتين ولكن باري الين كشف هويت (سافيتار)الحقيقية وفي النهاية الموسم الثالث استطاع فلاش وأصدقائه من هزيمة (سافيتار)أخير وقامت (ايرس وست)خطيبة باري الين من قتله بالرصاص بعد أن دمر فلاش درعه الفولاذي.